# Třída Ensdorf (typ 352)
Třída Ensdorf (typ 352) je třída minolovek německého námořnictva. Zahrnuje celkem pět jednotek, které jsou minolovkami třídy Hameln (typ 343) přestavěnými pro provoz systému Troika Plus. V roli nosičů systému Troika nahradily minolovky třídy Lindau (Typ 351).

## Pozadí vzniku
Všech pět jednotek bylo postaveno loděnicí STN Systemtechnik Nord v rámci třídy Hameln. Nesou jména Ensdorf (M 1094), Auerbach/Oberpfalz (M 1093), Hameln (M 1092), Pegnitz (M 1090) a Siegburg (M 1098). Na minolovky třídy Ensdorf byly přestavěny v letech 1999–2001 v loděnicích Lürssen a Abeking & Rasmussen v Brémách.

## Konstrukce

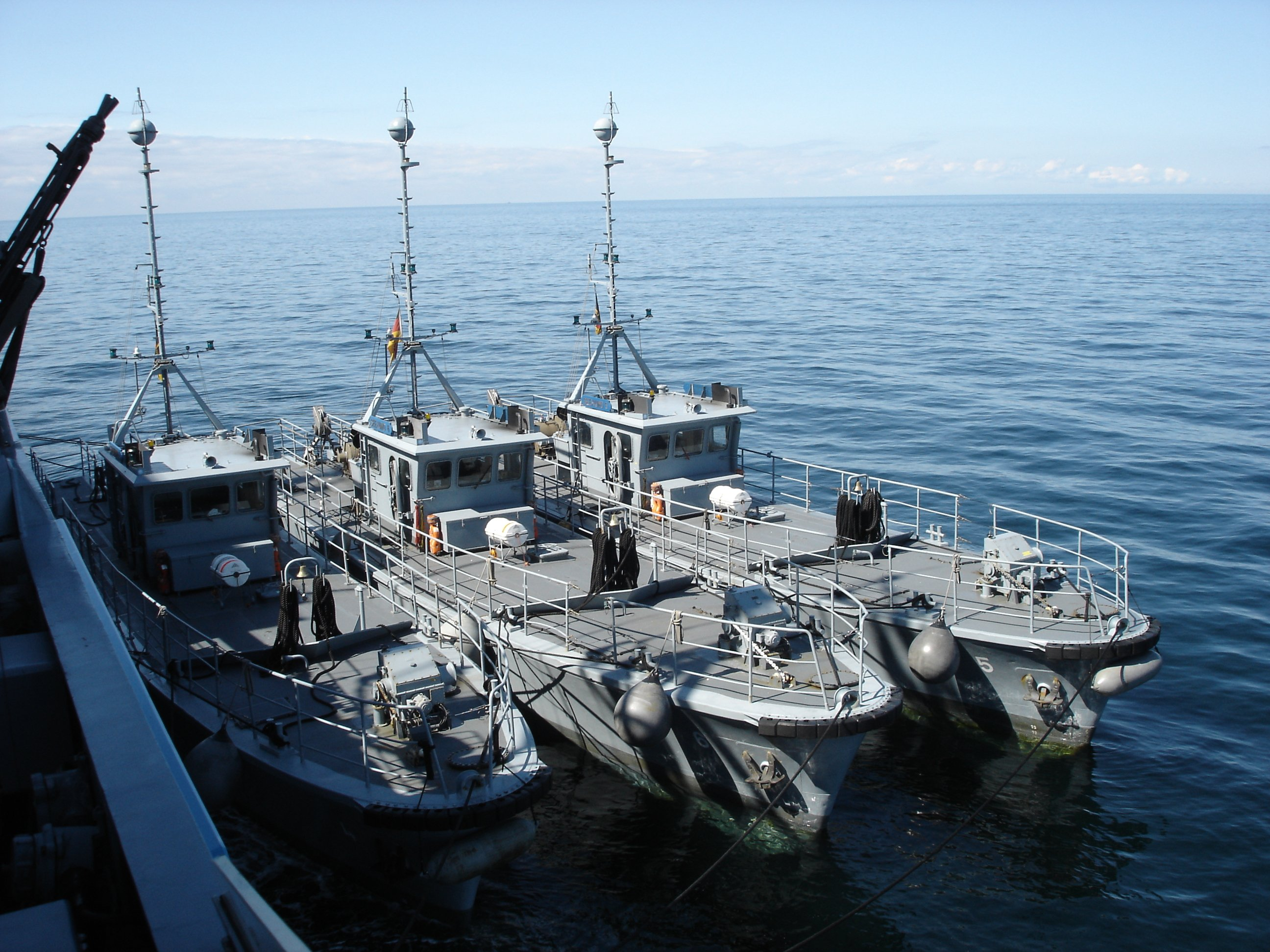
Drony systému Troika Plus

Plavidla jsou postavena z nemagnetické oceli. Jsou vybaveny sonarem DSQS 11A. Hlavním prostředkem k likvidaci min je systém Troika Plus, přičemž jedna minolovka ovládá až čtyři minolovné drony Seehund. Sonarem identifikované miny mohou být zlikvidovány dálkově ovládaným prostředkem pro likvidaci min Atlas Elektronik SeaFox (Seefuchs). Použít lze i klasické tralování. K vlastní obraně slouží dva 27mm kanóny Mauser BK-27 a protiletadlové řízené střely Stinger s dosahem 4,8 km. Pohonný systém tvoří dva diesely MTU o výkonu 4080 kW. Lodní šrouby jsou dva. Nejvyšší rychlost dosahuje 18 uzlů.

## Služba
Minolovky třídy Ensdorf byly roku 2012 nasazeny do mise UNIFIL v Libanonu. Minolovka Hameln byla roku 2014 vyřazena. K roku 2018 zůstaly ve službě minolovky Pegnitz a Siegburg.